# Fucsină

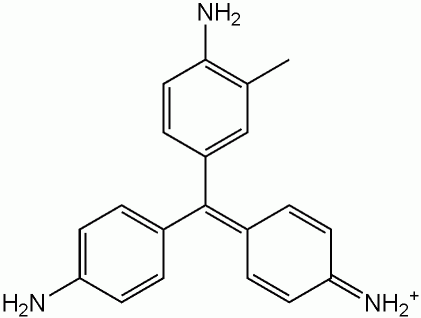
Numele de fucsina provine de la germanizarea numelui companiei franceze Renard -Fuchs

Sinteza sa este aproape identică cu cea a parafucsinei cu deosebirea ca are loc condensarea a 2 molecule de toluidină cu o moleculă de anilină.
Fucsina este un colorant roșu solubil în apă, fiind constituentul principal al reactivului Schiff.
Este folosită drept colorant în bacteriologie, fiind de asemenea un bun colorant pentru mătase și lână, dar și pentru bumbac după mordansare cu tanin.